# Compsonannus
Compsonannus is een geslacht van wantsen uit de familie van de Miridae (Blindwantsen). Het geslacht werd voor het eerst wetenschappelijk beschreven door Odo Reuter in 1902.

## Soorten
Het genus bevat de volgende soorten:

- Compsonannus atricornis (Linnavuori & Al-Safadi, 1993)
- Compsonannus gurbandicus (Linnavuori, 2004)
- Compsonannus hesione (Linnavuori, 1990)
- Compsonannus longiceps (Wagner, 1965)
- Compsonannus longicornis (Wagner, 1971)
- Compsonannus maculicornis (Linnavuori, 1986)
- Compsonannus obscurus (Carapezza, 1997)
- Compsonannus ovatus (Wagner, 1974)
- Compsonannus puncticornis (Reuter, 1902)
- Compsonannus umbrosus (Linnavuori & Al-Safadi, 1993)